# Auchenipterus demerarae
Auchenipterus demerarae és una espècie de peix de la família dels auqueniptèrids i de l'ordre dels siluriformes.

## Morfologia
Els mascles poden assolir els 10,3 cm de llargària total.

## Distribució geogràfica
Es troba a Sud-amèrica: conques dels rius Essequibo, Demerara, Rupununi i Cuyuni.